# Königsheide (Berlin)

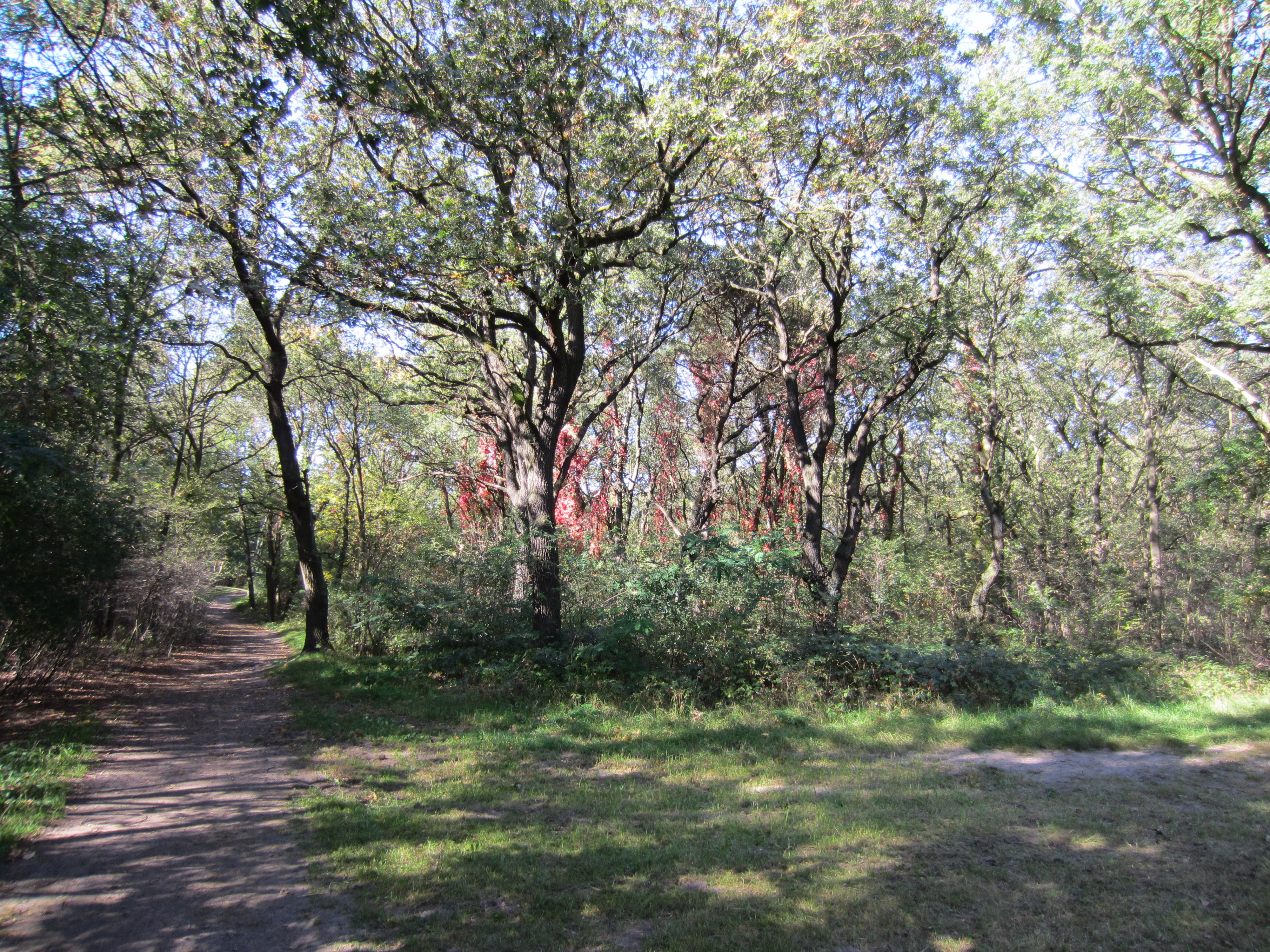
In der Königsheide, 2011

Die Königsheide ist ein rund 110 Hektar großer Mischwald im Bezirk Treptow-Köpenick von Berlin. Der bodensaure Dauerwald besteht vorherrschend aus einem lichten Bestand von Eichen, aber auch aus Kiefern bzw. einer Mischung beider Gattungen. Er ist eine der Restflächen der ehemaligen Cöllnischen Heide, des großen zusammengehörigen Waldgebietes südöstlich des alten Berlins – heute bestehend aus Wuhlheide, Köllnischer Heide sowie Grünauer und Köpenicker Forst.

## Lage
Der teilweise mediterran anmutende Wald befindet sich im Nordwesten des Ortsteils Johannisthal und östlich der Ortslage Späthsfelde des Ortsteils Baumschulenweg. Das Waldgebiet grenzt, durch den Königsheideweg getrennt, an die Siedlung Späthsfelde sowie die ab dem Jahr 1999 entstandene Reihenhaussiedlung Späthsches Viertel am Mahonienweg südöstlich der Späth’schen Baumschule. 
Die Königsheide wurde 1920 als Teil des Ortes Johannisthal in den neuen Bezirk Treptow von Groß-Berlin eingemeindet. Seit der Verwaltungs- und Gebietsreform mit Stichtag 1. Januar 2001 zählt die Königsheide zum Bezirk Treptow-Köpenick.

## Herkunft des Namens
Der Name geht zurück auf eine Zusammenkunft zwischen dem Schwedenkönig Gustav Adolf mit dem brandenburgischen Kurfürsten Georg Wilhelm, die während des Dreißigjährigen Kriegs beim Forsthaus Kanne auf halbem Wege zwischen Berlin und Köpenick stattfand. Im Mai 1631 forderte dort der Schwedenkönig den Kurfürsten auf, ihm die Festungen Spandau und Küstrin für das schwedische Heer zu überlassen, um die von Tillys Truppen bedrohte Stadt Magdeburg noch zu retten. Der vorerst noch zögernde Kurfürst schob die Entscheidung darüber hinaus. Sie kam ohnehin zu spät, um die Zerstörung Magdeburgs zu verhindern.

## Geschichte
Die Königsheide war ursprünglich Bestandteil der Köllnischen Heide, die sich von Neukölln (vor 1912: Rixdorf, ab 1920: Neukölln) bis nach Köpenick erstreckte. Durch die fortschreitende Industrialisierung wurden Teile dieses zusammenhängenden Waldgebietes für Wohnungs- und Industriebau gerodet. Der Wald stockt auf etwas erhöht liegenden Talsanden, die damit trockener sind als die nordöstlich gelegene Spreeaue und auch als die sich westlich anschließenden ehemaligen Rudower Wiesen, früher ein Sumpfgebiet. Seit der Besiedlung der Talflächen der Spree im späten Mittelalter wurden weite Bereiche der Köllnischen Heide als Weideland genutzt; seit dem 19. Jahrhundert mussten die Waldflächen im Zuge der Urbanisierung und Großstadtbildung um Berlin der Entwicklung von Wohn- und Gewerbegebieten beziehungsweise damit verbundenen Infrastruktureinrichtungen weichen. Als Überrest verblieb im Nordwesten des Ortsteils Johannisthal, begrenzt durch den Königsheideweg und die Südostallee, die Königsheide von rund 110 Hektar Fläche, die heute als Natur- sowie Wasserschutzgebiet der allgemeinen Erholung dient.

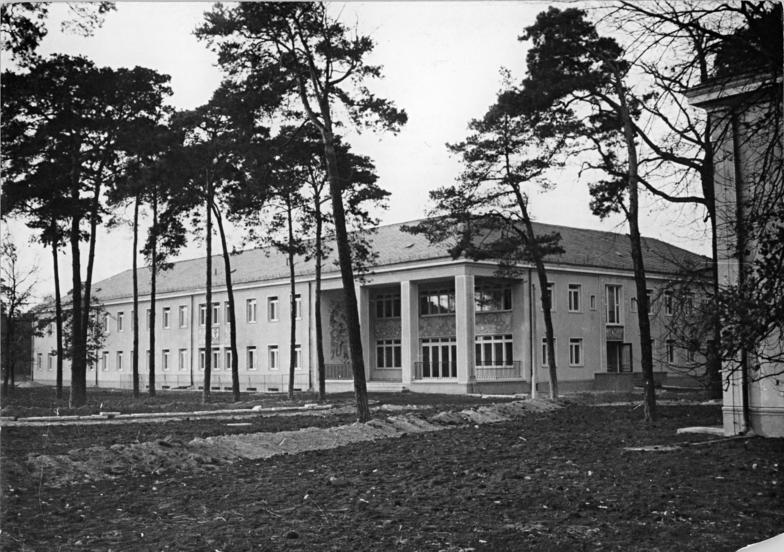
Ehemaliges Kinderheim in der Königsheide, 1953

Ursprünglich hatte der Heidekampgraben seine Quelle in der Königsheide auf dem Areal der Späth'schen Baumschulen. Seit dem Bau des Britzer Verbindungskanals zwischen 1900 und 1906, der die Wälder zerteilte, beginnt er an der künstlichen Wasserstraße. Auf dem Gelände des Späth-Arboretums zeugt noch ein Teich von dem alten Wasserlauf.
Zur Bekämpfung der Volkskrankheit Tuberkulose entstand ab 1899 eine Erholungsstätte für Männer. Zunächst wurde sie mit transportablen, sogenannten ‚Döckerschen Baracken‘, nur für den Sommerbetrieb und später auch für den Winterbetrieb ausgestattet. Reiche Spenden, tatkräftige Mitarbeit vieler Persönlichkeiten und wirksame Förderung durch die beteiligten Behörden ermöglichten es, dass von April bis Ende September 1908 eine mustergültige Anstalt entstand, die 250 Männern im Sommer und 100 Männern im Winter Erholung bot. Die Walderholungsstätte wurde nach 1914 nach Friedrichshagen verlegt. In der Königsheide bestand auch ein Erholungsheim des Vaterländischen Frauenvereins. Es standen dort mehrere Baracken.
Zu DDR-Zeiten befand sich in der Königsheide ein nach dem Pädagogen und Schriftsteller Anton Semjonowitsch Makarenko benanntes Kinderheim.
Im 20. Jahrhundert wurde durch den Betrieb der Wasserwerke an der Spree und in Johannisthal sowie durch den Bau des Teltowkanals (1907) und des Britzer Zweigkanals der Grundwasserstand immer weiter abgesenkt, sodass er heute rund sechs Meter tiefer liegt als Ende des 19. Jahrhunderts.

## Bedeutung

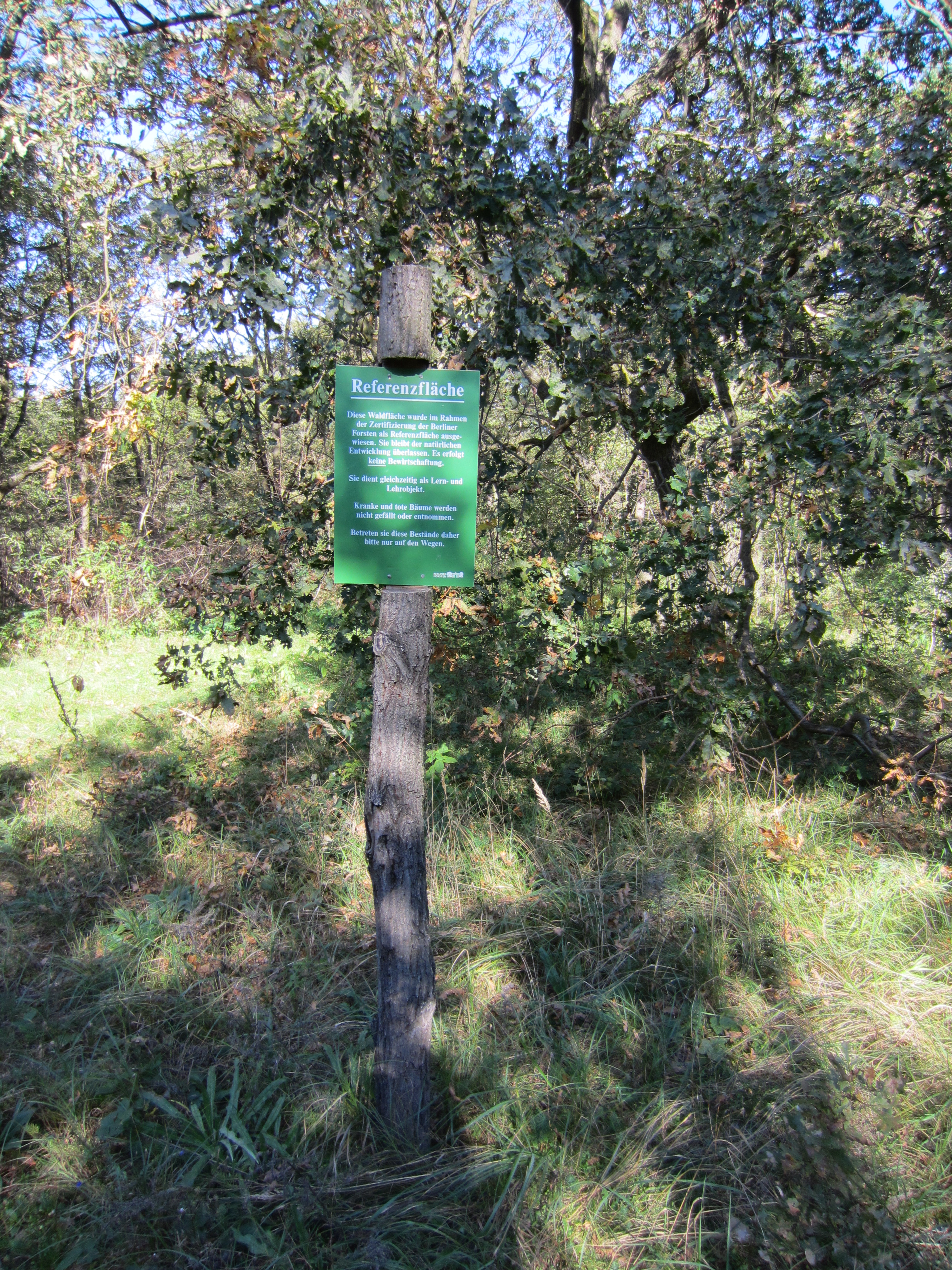
Teile des Waldgebietes sind nicht bewirtschaftet und als Referenzfläche der Natur überlassen

Die Königsheide bildet ein wichtiges Erholungsgebiet für die Bevölkerung des südöstlichen Berlins, insbesondere aus den Bezirken Treptow-Köpenick und Neukölln, und dient als Wasserfördergebiet – auch wenn das im Wasserwerk Johannisthal geförderte Wasser wegen noch immer bestehender Verunreinigungen zurzeit nicht genutzt wird. Mit ihrer charakteristischen Flora und Fauna stellt die Königsheide andererseits jedoch einen interessanten und wichtigen Naturraum dar, der entsprechend zu sichern und zu schützen ist. 
Der lockere Stiel- und Traubeneichenwald auf den trockenen Talsandböden zeigt vor allem eine artenreiche Krautschicht. Zu den wichtigsten Arten dieses Sandtrockenrasens zählen Schafschwingel, Rot-Straußgras, Sand-Strohblume, Wiesen-Wachtelweizen, Seifenkraut, Silbergras, Natternkopf, Pfeifengras, Borstgras, Dreizahn, Draht-Schmiele sowie die seltene Ästige Graslilie, eine Rote-Liste-Art.
Naturschützer kritisieren den Anbau standortfremder Laubbäume wie Robinien und Berg-Ahorn durch die Forstwirtschaft.